# ژورنال پژوهشی مؤسسه ملی استانداردها و فناوری
مجله پژوهشی مؤسسه ملی استانداردها و فناوری، مجله علمی معتبر موسسه ملی استاندارد و فناوری بود. از سال 1904 تا 2022 منتشر شد. نام پیشین آن ژورنال پژوهشی دفتر ملی استانداردها بود. بخش D آن با نام‌های پخش رادیویی ۱۹۵۹ تا ۱۹۶۳ و علوم رادیویی ۱۹۶۴ تا ۱۹۶۵ دربارهٔ علوم رادیویی بود.